# Samborsko (przystanek kolejowy)
Samborsko – zlikwidowana w 1945 roku stacja kolejowa, następnie przystanek osobowy i ładownia kolejowa w Samborsku, w gminie Jastrowie, w powiecie złotowskim, w województwie wielkopolskim, w Polsce.